# Nathanaël Saintini
Nathanaël Ruben Saintini (* 30. Mai 2000 in Les Abymes) ist ein französischer Fußballspieler aus Guadeloupe.

## Karriere

### Verein
Saintini begann seine Laufbahn in der Jugend des MJC Les Abymes im französischen Übersee-Département Guadeloupe, bevor er 2015 auf das Festland zu CASC Oullins-Lyon wechselte. Danach ging er zur AS Saint-Priest und zum HSC Montpellier, bei dem er später in den Kader der zweiten Mannschaft befördert wurde. Im Sommer 2018 schloss er sich dem Drittligisten SO Cholet an. Er avancierte zum Stammspieler und kam in sechs Monaten zu 14 Einsätzen in der Championnat National. Daraufhin wechselte er im Januar 2019 zum Schweizer Verein FC Sion. In zwei Jahren absolvierte er 27 Partien für die zweite Mannschaft der Sittener in der drittklassigen Promotion League, wobei er ein Tor erzielte. Anfang 2021 wechselte er auf Leihbasis zum luxemburgischen Erstligisten Union Titus Petingen. Der Innenverteidiger bestritt bis Saisonende 18 Spiele in der BGL Ligue. Zur Saison 2021/22 kehrte er zum FC Sion zurück. Am 7. August 2021, dem 3. Spieltag, gab er beim 1:0 gegen den BSC Young Boys sein Debüt für die erste Mannschaft in der erstklassigen Super League, als er in der Startelf stand. Die folgenden zwei Spielzeiten absolvierte er 47 Erstligaspiele, doch zur Saison 2023/24 kam er plötzlich nur noch sporadisch in der Reservemannschaft zum Einsatz. Daraufhin wurde Saintini am 14. Februar 2024 an Krywbas Krywyj Rih in die ukrainische Premjer-Liha verliehen und absolvierte bis zum Saisonende acht Erstligapartien. Im Sommer folgte dann eine weitere Leihe zum FC Martigues in die französische Ligue 2.

### Nationalmannschaft
Der Innenverteidiger absolvierte im April 2018 zwei Testspiele für die französische U-18-Auswahl. Am 23. März 2022 gab Saintini dann sein Debüt für die A-Nationalmannschaft Guadeloupes im Testspiel gegen die Kap Verden (0:2). Auch bei den folgenden Partien der CONCACAF Nations League und dem CONCACAF Gold Cup 2023 kam er zu Einsätzen.